# Amari (gmina)
Amari (gr. Δήμος Αμαρίου, Dimos Amariu) – gmina w Grecji, na Krecie, w administracji zdecentralizowanej Kreta, w regionie Kreta, w jednostce regionalnej Retimno. Siedzibą gminy jest Ajia Fotini, a siedzibą historyczną jest Furfuras. W 2011 roku liczyła 5915 mieszkańców. Powstała 1 stycznia 2011 roku w wyniku połączenia dotychczasowych gmin Siwritos i Kurites.